# 45 év száguldás
Szűcs Judith zenei pályán eltöltött évei számát tükrözi a jubileumi alkalomra kiadott 45 év száguldás cd.

## Az album dalai[1]
1. Táncolj még (Delhusa Gjon)
2. Csak egy szépszemű csavargó (Delhusa Gjon-Demjén Ferenc)
3. Mondd, mit tegyek, hogy érezd (Menyhárt János-Miklós Tibor)
4. Ha táncolsz velem (Szűcs Antal Gábor-Várszegi Gábor)
5. Érints meg (Balázs Ferenc-Horváth Attila)
6. Nincs rajtad kívül senki sem (Ihász Gábor-S. Nagy István)
7. Járd el a Zorba dalát (Szűcs Judith-Szűcs Antal Gábor-Várszegi Gábor)
8. Száguldás (Delhusa Gjon)
9. Táncold át az éjszakát (Dandó Zoltán)